# Eva Bernoulli
Eva Bernoulli, née le 4 mars 1903 à Berlin et décédée le 12 juin 1995 à Bâle, est une orthophoniste et enseignante suisse.

## Biographie
Eva Bernoulli est la fille du théologien et écrivain Carl Albrecht Bernoulli et de Paula Heydenreich. Elle grandit à Arlesheim. Elle étudie l'orthophonie à Zurich et devient la première orthophoniste suisse diplômée en 1948.
En 1986, elle reçut le titre de docteur Honoris Causa en médecine de l'université de Bâle pour son activité de pionnier dans le domaine des troubles du langage et de la communication.

## Publications
- Eva Bernoulli, Mein Weg zu Sprache und Stimme, F. Reinhardt, 1984[3].
- Eva Bernoulli, Erinnerungen an meinen Vater Carl Albrecht Bernoulli 1868–1937, 1987[4].